# Municipio de McKean (Ohio)
El municipio de McKean (en inglés: McKean Township) es un municipio ubicado en el condado de Licking en el estado estadounidense de Ohio. En el año 2010 tenía una población de 1523 habitantes y una densidad poblacional de 22,84 personas por km².

## Geografía
El municipio de McKean se encuentra ubicado en las coordenadas 40°8′56″N 82°30′42″O / 40.14889, -82.51167. Según la Oficina del Censo de los Estados Unidos, el municipio tiene una superficie total de 66.69 km², de la cual 66,43 km² corresponden a tierra firme y (0,39 %) 0,26 km² es agua.

## Demografía
Según el censo de 2010, había 1523 personas residiendo en el municipio de McKean. La densidad de población era de 22,84 hab./km². De los 1523 habitantes, el municipio de McKean estaba compuesto por el 98,16 % blancos, el 0,33 % eran amerindios, el 0,26 % eran asiáticos, el 0,07 % eran isleños del Pacífico, el 0,13 % eran de otras razas y el 1,05 % eran de una mezcla de razas. Del total de la población el 1,38 % eran hispanos o latinos de cualquier raza.